# Полонки
Полонки (укр. Полонки) — село в Прилукском районе Черниговской области Украины. Население — 339 человек. Занимает площадь 2,351 км². Расположено на реке Удай и её притоке Ющенкова. Расположен православный храм и памятник архитектуры национального значения Михайловская церковь.
Код КОАТУУ: 7424189402. Почтовый индекс: 17585. Телефонный код: +380 4637.

## География
Расстояние до районного центра: Прилуки (15 км.), до областного центра: Чернигов (141 км.), до столицы: Киев (144 км.). Ближайшие населенные пункты: Кулишовка 2 км, Журавка 3 км, Удайцы и Ладан 4 км.
Расположено на реке Удай и её притоке Ющенкова. Расположен православный храм и памятник архитектуры национального значения Михайловская церковь.

## Власть
Орган местного самоуправления — Удайцовский сельский совет. Почтовый адрес: 17585, Черниговская обл., Прилукский р-н, с. Удайцы, ул. Кооперативная, 36.

## Известные жители
- Черницкий, Александр Николаевич — советский и российский скульптор.